# Victims of circumstance (album)
Victims of circumstance is een studioalbum van Barclay James Harvest.

## Inleiding
Het album volgde relatief snel op Ring of changes. BJH had een aantal optredens gepland die allemaal gecanceld werden. BJH bleek buiten Europa minder populair dan gedacht. De samenwerking met muziekproducent Pip Williams en geluidstechnicus Gregg Jackman beviel zodanig dan de band samen met hen tijd reserveerde in de Wisseloordstudio's. De titel van de plaat was bedacht door het management, wellicht aangestuurd door het nummer Rebel woman dat John Lees al klaar had liggen. Leese schreef het over de vliegramp met Korean Air-vlucht 007 ("I see the victims of circumstance, convicted without a crime"). Gedurende het opnameproces schreef Les Holroyd nog een nummer dat dezelfde titel kreeg als de langspeelplaat.
De platenhoes, ook al een idee van het management, is een pastiche op werk van Jo Steiner met model Senta Söneland.

## Musici
- John Lees  - gitaar, zang
- Les Holroyd – basgitaar, gitaar, zang, toetsinstrumenten
- Mel Pritchard – drumstel

Met
- Bias Boshell – toetsinstrumenten (Yamaha DX7, Roland JP8, Roland JX3 en Steinway & Sons piano)
- Joy Yates, Stevie Lange en Vicki Brown – achtergrondzang
- Frank Ricotti – percussie

## Muziek
| Nr. | Titel                     | Duur |
| --- | ------------------------- | ---- |
| 1.  | Sideshow (Lees)           | 4:54 |
| 2.  | Hold on (Holroyd)         | 4:25 |
| 3.  | Rebel woman (Lees)        | 4:23 |
| 4.  | Say you’ll stay (Holroyd) | 3:53 |
| 5.  | For your love (Lees)      | 5:28 |

| Nr. | Titel                             | Duur |
| --- | --------------------------------- | ---- |
| 1.  | Victims of circumstance (Holroyd) | 6:00 |
| 2.  | Inside my nightmare (Lees)        | 4:31 |
| 3.  | Watching you (Holroyd)            | 4:33 |
| 4.  | I’ve got a feeling (Holroyd)      | 6:02 |

## Nasleep
BJH ging na het uitbrengen van het album op Europese tournee, waarbij ook Koninklijk Theater Carré (mei 1984) en Wembley Arena werd aangedaan (13 oktober 1984), waarbij opnamen werden gemaakt van het laatst optreden. BJH werd daarbij geassisteerd door Kevin McAlea (toetsen, saxofoon; hij speelde dat ook al op de studio-opname van I've got a feeling), Boshell, Jan Ince en Sam Brown. BJH was in die jaren ongekend populair in Duitstalige landen (Duitsland 22 weken notering, hoogste positie 4; Zwitserland 15 weken notering met hoogste positie 1), terwijl Nederland (1 week notering op 43) er niet naar omkeek. De lichtshow viel op door verlichte bewegende balken die dreigend boven het podium hingen. De recensent van het Algemeen Dagblad schreef over het concert in Carré dat de muziek van BJH al jaren achterhaald was door de invloeden van de punkmuziek. BJH trok daar zich overigens niets van aan, ze gingen nog jaren door totdat Leese en Holroyd ruzie kregen. Progwereld zorgde in 2012 bij een heruitgave van Esoteric Recordings voor een klein eerherstel; ze weet de oubolligheid aan de producer.
Het album werd diverse keren opnieuw uitgegeven waarbij bonustracks werden aangeboden, vaak bestaand uit de singleversie van nummers alsmede opname van het Wembley-concert.